# Caravino
Caravino (Caravin in piemontese) è un comune italiano di 897 abitanti della città metropolitana di Torino in Piemonte.

## Geografia fisica
Il paese è adagiato tra le colline del Canavese eporediese orientale, confinando a ovest con Strambino ed Ivrea, a est con Cossano Canavese e Settimo Rottaro, a sud con Vestignè e Borgomasino, a nord con Azeglio e Albiano d'Ivrea. Non è attraversato da nessun fiume; solo il piccolo Naviglio di Ivrea scorre 2 km verso ovest, mentre la Dora Baltea a circa 6 km più a ovest.

## Storia
Sono stati ritrovati resti romani del III secolo. Il suo toponimo potrebbe derivare dal termine cavrinum, ovvero "caprino", indicando la locale pastorizia ovina; oppure da quadratum, essendo al centro geografico degli allora poteri tra le marche di Ivrea, Torino e la diocesi di Vercelli. Ultima ipotesi, da carra - vinum, un'antica unità di misura torinese per immagazzinare delle grandi quantità vino, corrispondente a 493,069 litri.

Il toponimo comparve ufficialmente dall'XI secolo, come feudo eporediese dei conti Masino-Valperga, che si definirono sia discendenti diretti di Arduino, che fu a capo della tutta la Marca d'Ivrea, sia dei Conti di Pombia, già padroni di Borgomasino. Inoltre, fu proprio a partire dall'XI secolo che i benedettini portarono qui culto di San Giacomo, divenuto poi il patrono del paese, di cui si attesta anche la chiesetta in località Carpaneto, poi affrescata dal pittore Giacomino da Ivrea (del 1465), dipendente dalla Cella di Vestignè e dall'Abbazia di Fruttuaria di San Benigno Canavese. Il prestigio del borgo al di sotto del Castello seguì le stesse sorti di quest'ultimo, almeno fino alla prima metà del XIV secolo, allorquando i Valperga non riuscirono più a contrastare l'espansione del monferrino Facino Cane, che saccheggiò barbaramente il paese e altri comuni limitrofi nell'estate del 1397.
A quest'ultimo succedettero i francesi del XV secolo che, con la Pace di Cateau-Cambrésis del 1559, s'imparentarono con i Savoia attraverso la dinastia del Genevese, prima con Madama Cristina, poi con discendente, la reggente Maria Giovanna Nemours (1670 circa). Quest'ultima utilizzò il Castello sia come residenza sia come controllo centrale del Ducato. È di quest'epoca il triste momento della epidemia di peste del 1630-1632.

### Masino
Successivamente, il borgo di Caravino continuò a seguire le stesse sorti dell'agglomerato urbano della più alta frazione Masino, creatasi intorno all'omonimo castello. Tutto ciò fino ad accorparsi addirittura con esso nel 1929, altresì insieme al vicino paese di Cossano Canavese, a creare un unico Comune di Masino. Il toponimo potrebbe essersi originato da un ipotetico prediale Maxini, ma potrebbe derivare anche dal dialettale maisin (= palude, avvallamento, per via degli acquitrini dovuti al passaggio della Dora Baltea), o meisin (= terra di mezzo, come è avvenuto per il toponimo parco del Meisino tra Torino e San Mauro Torinese).

Ne è la prova l'antica origine del toponimo vicino paese di Borgomasino, a circa 8 km, e sede dell'altro castello, nella formazione di una vera e propria antica contea territoriale di Masino, che si estende fin oltre la collina Tagliaferro, quando le estreme prealpi del Canavese eporediese toccano la piatta Pianura Padana.
Sia Cossano Canavese che località Masino, comprendente l'omonimo Castello, furono nuovamente separati amministrativamente nel 1949, quando quest'ultima divenne soltanto una frazione del comune autonomo di Caravino.

### Simboli
Lo stemma e il gonfalone del comune di Caravino sono stati concessi con decreto del presidente della Repubblica del 19 luglio 1986.
Lo stemma è troncato d'argento e d'azzurro, al leone dell'uno all'altro, lampassato di rosso.
Il gonfalone è un drappo rettangolare di rosso.

## Monumenti e luoghi d'interesse

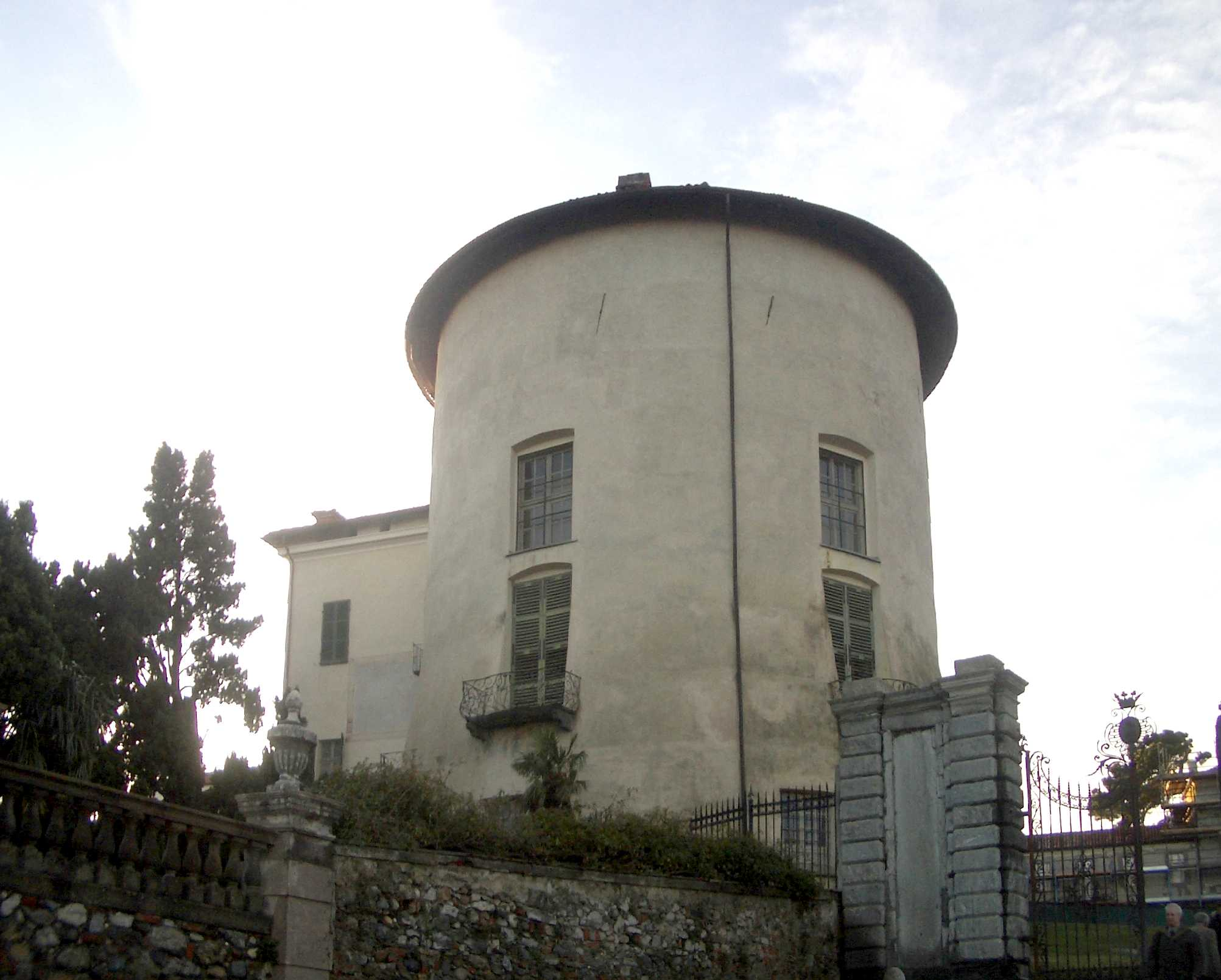
Il castello di Masino

- Castello di Masino, nell'omonima frazione
- Chiesetta di San Giacomo in Carpeneto
- Chiesetta di San Rocco, costruita ai tempi della peste del 1630-1632, nella via omonima, in stile barocco
- Chiesetta Madonna delle Grazie
- Chiesetta campestre dedicata a San Solutore
- Parrocchiale di San Solutore
- Chiesetta di S. Lorenzo Martire
- Monumento ai Caduti delle Guerre, eretto in piazza Marconi
- Targa in bronzo (angolo via Cavour) dedicata al Capitano degli Alpini Federico Saudino (1879-1917), caravinese caduto sul Monte Vodice durante la prima guerra mondiale, al quale fu intitolata la via principale del paese

## Società

### Evoluzione demografica
Abitanti censiti

### Etnie e minoranze straniere
Secondo i dati Istat al 31 dicembre 2017, i cittadini stranieri residenti a Caravino erano 40, la comunità più rappresentata era quella rumena con 22 cittadini residenti.

## Amministrazione
Di seguito è presentata una tabella relativa alle amministrazioni che si sono succedute in questo comune.
| Periodo         | Periodo           | Primo cittadino       | Partito                                | Carica      | Note  |
| --------------- | ----------------- | --------------------- | -------------------------------------- | ----------- | ----- |
| 3 gennaio 1989  | 24 maggio 1990    | Lorenzo Enrico        | -                                      | Sindaco     | [ 8 ] |
| 24 maggio 1990  | 24 aprile 1995    | Antonio Bocchietti    | lista civica                           | Sindaco     | [ 8 ] |
| 24 aprile 1995  | 10 giugno 1996    | Francesco Garsia      |                                        | Comm. pref. | [ 8 ] |
| 10 giugno 1996  | 25 gennaio 1999   | Giacinto Pavetto      | -                                      | Sindaco     | [ 8 ] |
| 25 gennaio 1999 | 14 giugno 1999    | Francesco Garsia      |                                        | Comm. pref. | [ 8 ] |
| 14 giugno 1999  | 14 giugno 2004    | Giovanni Lutterotti   | lista civica                           | Sindaco     | [ 8 ] |
| 14 giugno 2004  | 4 gennaio 2005    | Giovanni Lutterotti   | lista civica                           | Sindaco     | [ 8 ] |
| 5 aprile 2005   | 30 marzo 2010     | Clara Angela Pasquale | lista civica Insieme                   | Sindaco     | [ 8 ] |
| 30 marzo 2010   | 1º giugno 2015    | Antonio Bocchietti    | lista civica                           | Sindaco     | [ 8 ] |
| 1º giugno 2015  | 21 settembre 2020 | Clara Angela Pasquale | lista civica Crediamo nel nostro paese | Sindaco     | [ 8 ] |
| 18 ottobre 2020 | 4 ottobre 2021    | Gaetano Porcino       |                                        | Comm. pref. | [ 8 ] |
| 4 ottobre 2021  | in carica         | Adriano Siletti       | lista civica Per Caravino e Masino     | Sindaco     | [ 8 ] |